# Jonas Vingegaard

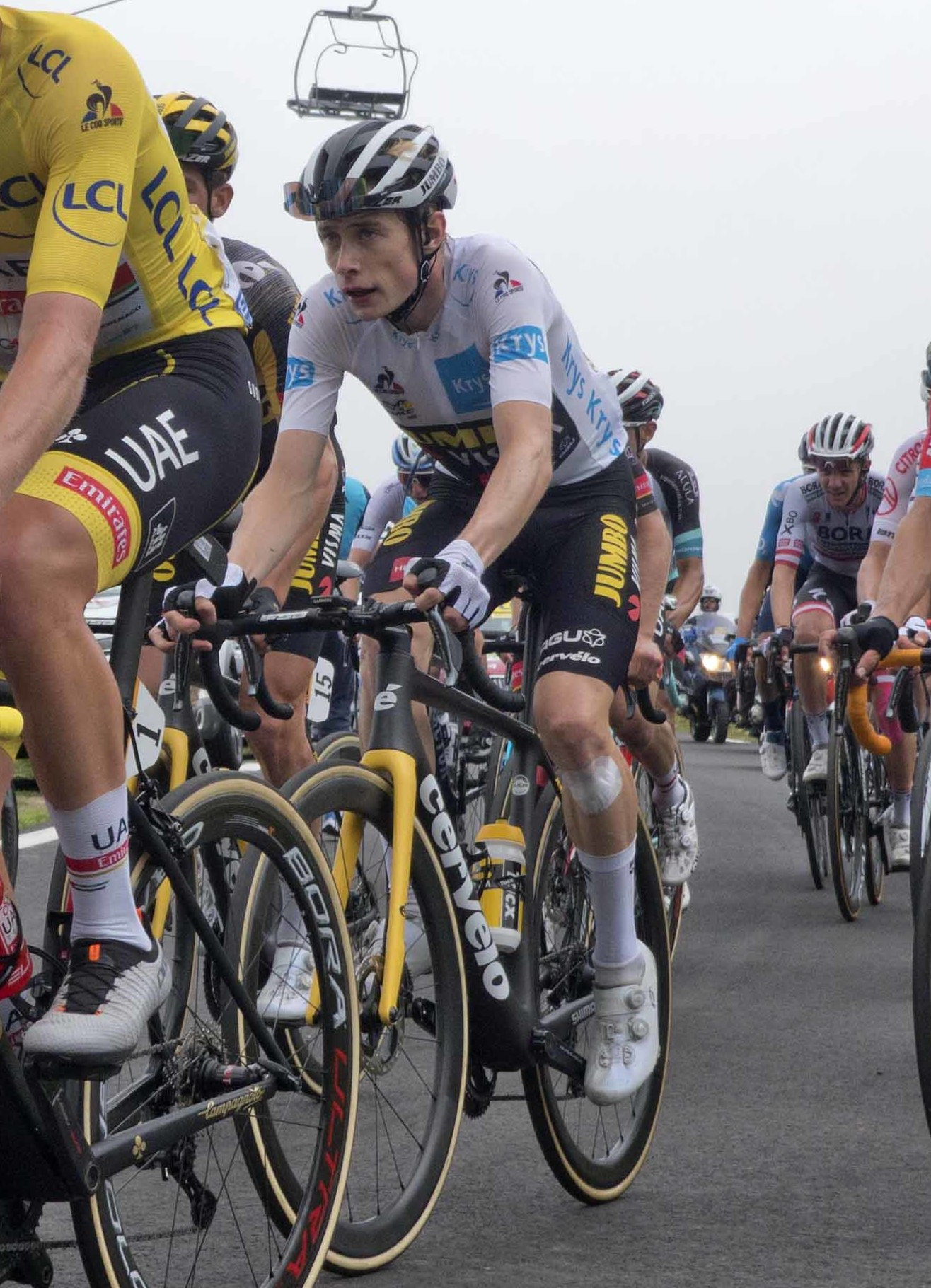
Vingegaard em 2021.

Jonas Vingegaard Rasmussen (Hillerslev, Dinamarca, 10 de dezembro de 1996) é um ciclista dinamarquês, membro da equipa Team Visma-Lease a Bike.

## Biografia

### Carreira
Depois de uns anos sem resultados notáveis, em maio de 2016 incorporou-se à equipa continental dinamarquês ColoQuick-Cult. Em julho, terminou nono na contrarrelógio do Sibiu Cycling Tour, justo por adiante de Egan Bernal. Em setembro, com 19 anos, terminou segundo no Tour da China I de 2016, a quatro segundos de Raffaello Bonusi. Em abril de 2017, foi quarto e melhor corredor jovem no Tour du Loir-et-Cher. Ao mês seguinte, confirmou-o com vários top 10 em corridas de um dia do UCI Europe Tour, incluído o segundo posto no Grande Prêmio de GP Viborg, onde foi superado na meta por Kasper Asgreen. Duas semanas mais tarde, rompeu-se o fémur no Tour dos Fiordos, o que pôs fim antecipadamente à sua temporada.
Ele voltou a estar em forma em abril de 2018. Foi nono no Triptyque des Monts et Châteaux, e depois quinto e melhor corredor jovem no Tour du Loir-et-Cher. Com a seleção dinamarquesa sub-23, foi quinto na Corrida da Paz sub-23, uma das provas mais conceituadas do calendário da Copa das Nações UCI sub-23. Em julho, ganhou o prólogo do famoso Giro do Vale de Aosta. Ao dia seguinte, caiu e abandonou nos primeiros quilómetros da etapa devido a uma comoção cerebral. Um mês mais tarde, ganhou a contrarrelógio por equipas do Tour de l'Avenir de 2018 com os aspirantes dinamarqueses. Graças a seus dotes de escalador, em agosto de 2018 assinou um contrato de dois anos com a equipa neerlandesa do World Tour Jumbo-Visma para as temporadas 2019 e 2020.
Uniu-se à equipa Jumbo-Visma em 2019, e nesse ano conseguiu sua primeira vitória UCI WorldTour na etapa 6 do Volta à Polónia de 2019. Completou a Volta a Espanha de 2020 como gregário do vencedor da corrida, Primož Roglič.
Ganhou a etapa 5 de sua primeira corrida em 2021, o UAE Tour 2021, antes de ganhar duas etapas e a geral na Settimana Coppi e Bartali e ficar segundo na geral, por trás de seu colega de equipa Roglič, na Volta ao País Basco. No Tour de France de 2021, foi gregário do favorito da geral, Primož Roglič. Este sofreu várias quedas e retirou-se após oito etapas, deixando a Vingegaard como único aspirante à classificação geral da equipa. Foi segundo em duas ocasiões nas chegadas a cume, por trás do vencedor final, Tadej Pogačar, e foi terceiro nas duas contrarrelógios em seu caminho para o segundo posto na geral, convertendo-se no segundo corredor dinamarquês em conseguir um pódio no Tour de France e o primeiro desde 1996.

## Palmarés
- 2018
  - 1 etapa do Giro do Vale de Aosta

- 2019
  - 1 etapa do Volta à Polónia

- 2021
  - 1 etapa do UAE Tour
  - Settimana Coppi e Bartali, mais 2 etapas
  - 2.º no Tour de France

- 2022
  - La Drôme Classic
  - 1 etapa do Critério do Dauphiné
  - Tour de France , mais 2 etapas e Grande Prêmio da montanha no Tour de France
- 2023
  - Tour de France

## Resultados

### Grandes Voltas
| Corrida | Corrida         | 2016 | 2017 | 2018 | 2019 | 2020 | 2021 | 2022 | 2023 |
| ------- | --------------- | ---- | ---- | ---- | ---- | ---- | ---- | ---- | ---- |
|         | Giro d'Italia   | —    | —    | —    | —    | —    | —    | —    | —    |
|         | Tour de France  | —    | —    | —    | —    | —    | 2.º  | 1.º  | 1.º  |
|         | Volta a Espanha | —    | —    | —    | —    | 46.º | —    | ―    | —    |

### Voltas menores
| Corrida | Corrida              | 2016 | 2017 | 2018 | 2019 | 2020 | 2021 | 2022 |
| ------- | -------------------- | ---- | ---- | ---- | ---- | ---- | ---- | ---- |
|         | Tirreno-Adriático    | —    | —    | —    | —    | —    | —    | 2.º  |
|         | Volta ao País Basco  | —    | —    | —    | 32.º | X    | 2.º  | 6.º  |
|         | Volta à Romandia     | —    | —    | —    | 72.º | X    | —    | —    |
|         | Critério do Dauphiné | —    | —    | —    | —    | —    | 51.º | 2.º  |
|         | Volta à Polónia      | —    | —    | —    | 26.º | 8.º  | —    |      |

### Clássicas e Campeonatos
| Corrida                   | Corrida                   | 2016 | 2017 | 2018 | 2019 | 2020 | 2021  | 2022 |
| ------------------------- | ------------------------- | ---- | ---- | ---- | ---- | ---- | ----- | ---- |
| Amstel Gold Race          | Amstel Gold Race          | —    | —    | —    | —    | X    | 115.º | —    |
| Flecha Valona             | Flecha Valona             | —    | —    | —    | —    | 71.º | 84.º  | Ab.  |
|                           | Liège-Bastogne-Liège      | —    | —    | —    | —    | 84.º | 28.º  | Ab.  |
| Clássica de San Sebastián | Clássica de San Sebastián | —    | —    | —    | —    | X    | 8.º   |      |
| Bretagne Classic          | Bretagne Classic          | —    | —    | —    | —    | —    | 61.º  |      |
| Grande Prêmio de Quebec   | Grande Prêmio de Quebec   | —    | —    | —    | 84.º | X    | X     |      |
| Grande Prêmio de Montreal | Grande Prêmio de Montreal | —    | —    | —    | 84.º | X    | X     |      |
|                           | Giro de Lombardia         | —    | —    | —    | —    | Ab.  | 14.º  |      |
| Dinamarca em Estrada      | Dinamarca em Estrada      | Ab.  | —    | 40.º | 26.º | 31.º | —     | —    |
| Dinamarca Contrarrelógio  | Dinamarca Contrarrelógio  | —    | —    | —    | 22.º | —    | —     | —    |

—: Não participa

Ab.: Abandona

X: Não se disputou

## Equipas
- ColoQuick (05.2016-2018)
  - ColoQuick CULT (05.2016-2017)
  - Team ColoQuick (2018)
- Jumbo-Visma (2019-)